# Anthracosuchus balrogus
Anthracosuchus ("coccodrillo carbone" in greco) è un genere estinto di rettili crocodilomorfi, il cui fossile è stato rinvenuto in Colombia e risale al periodo del Paleocene. L'unica specie conosciuta, Anthracosuchus balrogus è stata trovata nella formazione Cerrejón, una zona ricca di litantrace bituminoso (da cui il nome).
Il nome della specie è un riferimento al Balrog, una creatura del romanzo fantasy di J. R.R. Tolkien Il Signore degli Anelli che fu ritrovata, come i resti dell'Anthracosuchus, in una miniera.